# 吉塔·埃舍尔
吉塔·埃舍尔（德語：Gitta Escher，1957年3月18日—），德国女子竞技体操运动员。她曾代表东德参加1976年夏季奥林匹克运动会体操比赛，获得女子团体全能铜牌。